# Франц III (Валдек)
Франц III фон Валдек (на немски: Franz III (I) von Waldeck; * 27 юни 1553 в замък Клопенбург; † 12 март 1597 в замък Ландау) граф на Валдек цу Ландау в Аролзен.
Той е вторият син на граф Йохан I фон Валдек († 1567) и съпругата му графиня Анна фон Липе (1529 – 1590), дъщеря на граф Симон V фон Липе († 1536) и втората му съпруга Магдалена фон Мансфелд-Мителорт († 1540).
Заедно с по-големия си брат Филип VI (1551 – 1579) той следва до 1569 г. в университета в Марбург.
След смъртта на брат му през 1579 г. Франц поема управлението на Вадек цу Ландау. Той помага на църквите и училищата. Той започва да сече монети.
След смъртта на зет му граф Гюнтер фон Валдек-Вилдунген († 23 май 1585) той поема опекунството, заедно с неговата вдовица Маргарета фон Глайхен († 14 януари 1619), на син им Вилхелм Ернст (1584 – 1598). Графинята и той през 1586 г. разширяват градските училища в Менгерингхаузен и в Нидернвилдунген.
Понеже няма деца той поставя за свои наследници Кристиан и Волрад IV, синовете на граф Йосиас I фон Валдек-Айзенберг.
Франц III умира на 12 март 1597 г. в замък Ландау на 43 години и е погребан в Менгерингхаузен.

## Фамилия
Франц III се жени на 9 декември 1582 г. в Аролзен за Валпургис фон Плесе (* 15 юни 1563; † 24 март 1602 в Ландау), дъщеря на господар Кристофел фон Плесе (* 10 август 1535; † 18 юли 1567) и съпругата му Маргарета фон Глайхен-Ремда († 19 март 1570). Те нямат деца.